# Репинцы (Кировская область)
 Репинцы  — деревня в Кирово-Чепецком районе Кировской области в составе Пасеговского сельского поселения.

## География
Расположена на расстоянии примерно 7 км по прямой на юг от центра поселения села Пасегово.

## История
Известна с 1678 года как Починок Пасеговского дьякона Тимофея Кочкина, что был Вознесенской церкви с 3 дворами, в 1764 году 107 жителей, в 1802 году 29 дворов. В 1873 году в починке (Пасеговского дьячка или Рыпницы) дворов 37 и жителей 274, в 1905 (Пасеговского дьячка или Репницы) 10 и 70, в 1926 (Репинцы) 16 и 87, в 1950 21 и 84, в 1989 нет постоянных жителей.

## Население
Постоянное население не было учтено как в 2002 году, так и в 2010.